# Martynas Echodas
Martynas Echodas, né le 7 juillet 1997, à Kaunas, en Lituanie, est un joueur lituanien de basket-ball. Il évolue aux postes d'ailier fort et de pivot.

## Palmarès
- 3e du championnat d'Europe -18 ans 2015
- Finaliste du championnat d'Europe -20 ans 2016

### Distinctions personnelles
- Meilleur espoir de l'EuroCoupe 2018-2019.